# Coconut Island Airport
Coconut Island Airport är en flygplats i Australien. Den ligger i kommunen Torres Strait Island och delstaten Queensland, omkring 2 200 kilometer nordväst om delstatshuvudstaden Brisbane. Coconut Island Airport ligger 6 meter över havet. Den ligger på ön Coconut Island.
Trakten är glest befolkad. 
Savannklimat råder i trakten. Genomsnittlig årsnederbörd är 1 578 millimeter. Den regnigaste månaden är januari, med i genomsnitt 433 mm nederbörd, och den torraste är augusti, med 10 mm nederbörd.